# Velódromo de Cochabamba
El Velódromo de Cochabamba, también llamado velódromo del parque Mariscal Santa Cruz,
 es el nombre que recibe una instalación deportiva multipropósito localizada en la ciudad de Cochabamba en el país sudamericano de Bolivia. 
Es usado habitualmente para la práctica de deportes como Ciclismo o patinaje. 
Albergó los eventos de ciclismo en pista de los Juegos Bolivarianos de 2009 que se desarrollaron principalmente en la ciudad de Sucre pero que tenía entre otras subsedes a Cochabamba.
Fue inaugurado en 1993 y tiene 333 metros.